# Interventionelle Schmerztherapie
Die Interventionelle Schmerztherapie ist ein Fachbereich der Schmerztherapie. Schwerpunkte sind lokale Injektionstechniken, minimal invasive, perkutane (durch die Haut) sowie mikrochirurgische Behandlungstechniken, die durch stetige radiologische Bildgebung (Computertomographie CT, Kernspintomographie MRT sowie digitale Durchleuchtung) eine  Behandlung der Schmerzgeneratoren ermöglicht.
Die Interventionelle Schmerztherapie wird bei der Behandlung von Schmerzzuständen als Therapieverfahren eingesetzt – vor allem bei Schmerzen, die von der Wirbelsäule ausgehen. Wenn die Patienten trotz  Therapieformen wie Schmerzmedikation, Injektionen, Akupunktur und Krankengymnastik oder nach einer erfolgten Operation noch unter starken Schmerzen leiden, können sie in Einrichtungen eines interventionellen Schmerztherapeuten ambulant versorgt werden. Durch den Einsatz von Arzneimitteln kann der interventionelle Schmerztherapeut Komplikationen vermeiden bzw. möglichst gering halten. 
Ambulante Behandlungskonzepte für die Wirbelsäule und Gelenke sind:
- Injektionen an die kleinen Wirbelgelenke (Facettengelenke) der Wirbelsäule, so genannte periartikuläre Therapie
- Injektionen an die Nervenwurzeln des Rückenmarkkanals (periradikuläre-Therapie, PRT) oder in den Rückmarkkanal (epidurale Injektion)
- Thermische Verödung/Denervierung der versorgenden Nerven der Facettengelenke (Thermokoagulation)
- Bandscheibentherapien durch  Injektion von Arzneimitteln in die Bandscheibe
- Bandscheibenoperationen/Dekompressionen durch perkutane (durch die Haut) minimalinvasive Eingriffe  mit verschiedenen Behandlungstechniken wie z. B. medizinischen Laseranwendungen (PLDD Perkutane-Laser-Diskus-Dekompression)
- Zementstabilisation von gebrochenen Wirbelkörpern durch  Injektionen von medizinischen Knochenzement in die porösen Wirbelkörper durch Osteoporose bedingten Verschleiß oder knöchernen Tumoren (Vertebroplastie/Kyphoplastie)
- Behandlungen bei knöchernen Tumoren mittels Radiofrequenz Thermoablation (RFA)
- Orthomolekularen Orthopädie
- Injektionen von Botulinumtoxin bei hartnäckigen Muskelverspannungen